# Phare de Cayeux
Le phare de Cayeux ou phare de Brighton est situé sur le territoire de la commune de Cayeux-sur-Mer, au hameau de Brighton, au sud de la baie de Somme, entre Cayeux et le Hourdel. Il est desservi par la « route blanche », entre les dunes.

## Historique
- De 1770 à 1780, un feu fixe est présent, constitué d'un creuset à charbon sur tourelle de 9 m. En 1797, la tourelle est équipée d'une lanterne de cinq lampes à huile et de réflecteurs paraboliques dont l'extinction aura lieu en 1835.
- Le 1er décembre 1835, allumage d'un nouvel équipement sur tour métallique de 27 m, au-dessus d'un corps de logis, à 80 m au sud-est de l'ancien site. Il est procédé au rééquipement d'une nouvelle lanterne en 1892.
- Le phare est détruit le 31 août 1944 par les troupes allemandes, en même temps que l'ancien phare sud.
- Un feu provisoire est mis en service le 25 avril 1947 en attendant la construction du phare actuel.
- En septembre 1951, l'allumage a lieu sur une tour cylindrique en béton armé et brique, réalisée dans le style de l'ancien phare, selon les plans des architectes Cahon et Barrère de Saint-Valery-sur-Somme[1].

## Actuel
En septembre 1951, le nouveau phare est mis en service. C'est une tour cylindrique en maçonnerie lisse, peinte en rouge et blanc. Un pavillon attenant sert de logement pour le gardien.
Il est automatisé depuis 1999. Le contrôle s'effectue à partir du bureau de Saint-Valery-sur-Somme, par un membre du personnel d'astreinte.
En 2016, des morceaux de la façade risquent de se détacher. Le Service interrégional des phares et balises, basé à Saint-Valery-sur-Somme, fait procéder à des travaux de rénovation.
À l’heure actuelle, le phare ne se visite plus pour des raisons de sécurité.
En 2020, un carnet de douze timbres appelé « Repères de la côte » est édité par La Poste. Le phare de Cayeux-Brighton en fait partie.
Identifiant : ARLHS : FRA-232 - Amirauté : A1208 - NGA : 8804 .

## Le phare dans les arts
En 2019, La Poste a émis un carnet de douze timbres à validité permanente intitulé « Repères de nos côtes » dans lequel figure le phare de Cayeux.